# Antidiarreic
Antidiarreic és aquella substància que mitiga o atura la diarrea i millora els seus efectes.

## Medicaments antidiarreics
La loperamida és un derivat de la morfina que actua en l'intestí disminuint la motilitat intestinal. Sol ser el d'elecció, ja que gairebé no té efectes sobre el sistema nerviós central.
El racecadotrilo disminueix la hipersecreció intestinal d'aigua i electròlits.
Les solucions glucosalines són preparats que contenen sals minerals i sucres, elements que es perden a causa de la diarrea. Contenen bàsicament, clorur de sodi, clorur de potassi, hidrogencarbonat de sodi i glucosa.

## Plantes amb acció antidiarreica
Moltes plantes amb efecte astringent tenen un ús com antidiarreics:
- L'àlber
- La cua de cavall petita
- El lledoner
- La llimona
- El noguer
- El pericó
- La potentilla erecta
- El salze blanc
- El roser silvestre
- La tabebuia impetiginosa